# 叉尾蜂鸟属
叉尾蜂鸟属（学名：Topaza），是雨燕目蜂鸟科的一个属。包含赤紅叉尾蜂鳥和火红叉尾蜂鸟两个物种。它们曾被视为是同一物种。本属由英国动物学家乔治·罗伯特·格雷于1840年描述，以赤紅叉尾蜂鳥为模式种。